# 珍·史塔波頓
珍·史塔波頓（英語：Jean Stapleton，1923年1月19日—2013年5月31日）原名為珍妮·墨瑞（Jeanne Murray），為美國劇場、電視和電影常出現的性格演員。在1941年時史塔波頓從原本公司秘書轉擔任電視與電影女演員，並且同時也在百老匯劇院和數家劇場進行表演。她在1957年10月26日時與威廉·H·帕奇（William H. Putch）結婚並且生下兩個孩子，後者則在1983年時先行逝世。而其兒子約翰·帕奇也自1971年開始登上螢幕，並且在1981年至2001年成為十分活躍的電影演員。
珍·史塔波頓其最著名的演出作品為1971年到1979年於哥倫比亞廣播公司播放的知名情境喜劇《一家子》，其中她扮演著阿爾奇·邦克（由卡羅爾·奧康諾飾演）的妻子伊迪絲·邦克。之後她也出現在《一家子》的後續系列電視節目《阿爾奇·邦克之地》客串出現，但是在第一季結束後便在要求下成為正式演員。不過在《推理女神探》正在籌備拍攝時，劇組人員拒絕由她擔任重要角色潔西卡·佛萊契，之後該角色改由安吉拉·蘭斯伯里飾演。在其演出生涯之中分別以飾演伊迪絲·邦克而獲得3座艾美獎與2座金球獎，並且得過8項艾美獎與7項金球獎提名。在她退休後居住在其出生地美國紐約州紐約，並於2013年5月31日時因為自然原因而逝世，享年90歲。

## 外部連結
- 珍·史塔波頓在互联网电影资料库（IMDb）上的資料（英文）
- 互聯網百老匯資料庫（IBDB）上珍·史塔波頓的資料（英文）
- 互联网外百老汇数据库（IOBDB）上珍·史塔波頓的資料（英文）
- （英文） Jean Stapleton
- （英文） JEAN STAPLETON （页面存档备份，存于）
- （英文） Broadway and TV Star Jean Stapleton Passes Away （页面存档备份，存于）
- （英文） Jean Stapleton （页面存档备份，存于）
- （英文） JEAN STAPLETON （页面存档备份，存于）
- （希伯来文） ג'ין סטייפלטון ("הכל נשאר במשפחה") הלכה לעולמה
- （希伯来文） נפרדים מג'ין סטייפלטון: "אשה כל כך מתוקה" （页面存档备份，存于）